# Voo TAM 9755
O Voo TAM 9755 foi uma rota comercial doméstica, operada pela TAM Linhas Aéreas e fretada pela CVC, utilizando um Fokker 100. No dia 15 de setembro de 2001, a aeronave decolou do Aeroporto Internacional do Recife-Guararapes em direção ao Aeroporto Internacional de São Paulo-Guarulhos, transportando 82 passageiros e seis tripulantes. Durante o voo, o avião sofreu uma falha não contida no motor direito. Seus fragmentos quebraram três janelas da cabine de passageiros, causando descompressão e atingindo fatalmente a passageira Marlene Aparecida Sebastião dos Santos. Três passageiros ficaram levemente feridos. A aeronave fez um pouso de emergência no Aeroporto Internacional de Confins, onde uma equipe de bombeiros e socorristas deram assistência aos passageiros.
A TAM declarou no dia seguinte que prestou "toda a assistência à família da vítima, bem como aos demais passageiros", quando o Departamento de Aviação Civil iniciou a perícia no avião. O relatório final, publicado pelo Centro de Investigação e Prevenção de Acidentes Aeronáuticos (CENIPA) em 2006, indica que o acidente foi provavelmente causado por fadiga nas palhetas do fan disk [en], levando à destruição do motor e sua separação.

## Aeronave e tripulação
A aeronave era uma Fokker 100 do tipo bimotora de prefixo PT-MRN, fabricada pela Fokker em 1994. Na época do acidente, contava com 23 336 horas e 25 minutos totais de voo, com todas as inspeções e serviços de manutenção atualizados. Sua última revisão havia sido realizada em agosto de 2001. Neste voo, a aeronave transportava, além dos 82 passageiros, quatro comissárias de bordo e dois pilotos. O piloto, Marcelo Seda, tinha 6 947 horas e 50 minutos voados no total, sendo 2 617 horas e 40 minutos na Fokker 100. O co-piloto havia voado 5 358 horas e 30 minutos no total, sendo 2 201 horas e 10 minutos na aeronave.

## Acidente
No dia 15 de setembro de 2001, a aeronave decolou do Aeroporto Internacional do Recife-Guararapes às 17h56, em direção ao Aeroporto Internacional de São Paulo-Guarulhos. O voo foi fretado pela agência turística CVC. Aproximadamente a setenta milhas náuticas de Belo Horizonte, sobre o município de Diamantina, por volta das 20h30 e numa altura de aproximadamente 30 mil pés (9 144 metros), ocorreu uma falha do motor direito, seguida de uma despressurização explosiva devido a partes desprendidas daquele motor terem penetrado na fuselagem, quebrando três janelas da cabine. A passageira no assento 19E, Marlene Aparecida Sebastião dos Santos, de 48 anos, foi atingida no crânio por um pedaço de um disco de palhetas estatoras. Testemunhas disseram que ela ficou com metade do corpo para fora, e o marido de Marlene, Angelo Marques dos Santos, tentou segurá-la pelas pernas. A TAM negou esta versão, afirmando que Angelo teria segurado a cabeça da mulher junto ao próprio peito. Segundo a IstoÉ Gente, Marlene bateu a cabeça no teto da aeronave.
No mesmo minuto, a torre de comando do Aeroporto Internacional de Confins recebeu um pedido de pouso de emergência. No momento da despressurização, algumas máscaras de oxigênio não caíram automaticamente, o que ocorreu após o comando manual efetuado pelo co-piloto. O pouso de emergência ocorreu às 20h42, no aeroporto supracitado, onde foi feita uma evacuação de emergência. Foi acionada a equipe de bombeiros e de socorristas do aeroporto para dar assistência aos passageiros que desembarcaram "em pânico" da aeronave. Testemunhas relataram que havia "muito sangue" e objetos espalhados pela cabine de passageiros.

### Vítimas
Três pessoas levemente feridas foram liberadas no próprio aeroporto. Marlene Aparecida Sebastião dos Santos foi a única vítima fatal do acidente, aos 48 anos. Ela morreu antes do pouso da aeronave, atingida por um disco de palhetas estatoras, por traumatismo craniano, segundo o Instituto Médico Legal. Aposentada, era fiel ativa da unidade da Igreja do Evangelho Quadrangular de Vila Zezé, em Jacareí, e presidia o Grupo Missionário de Mulheres. Seu marido, Angelo Marques dos Santos, participava da ala masculina do grupo missionário da mesma igreja evangélica. O casal costumava ir todos os anos a passeio para o Nordeste. O corpo de Marlene chegou por volta de 19h ao velório, em Jacareí, no dia seguinte ao do acidente, com enterro previsto para 9h no dia 17, no Cemitério Avareí. A TAM pagou todas as despesas com o funeral de Marlene, mas não cogitou o pagamento de indenização pela morte. No dia 1 de outubro, Roberto Donizete de Souza, advogado da família, comentou que iria discutir com o departamento jurídico da empresa quanto à indenização e declarou que a TAM estava pagando uma enfermeira para cuidar da mãe da Marlene, Anésia Machado, que tinha ajuda diária da filha para tomar remédios para diabetes e hipertensão arterial.

### Resposta
Após o pouso emergencial, o aeroporto de Confins ficou fechado para pousos e decolagens por quase duas horas. Segundo a TAM, todas as pessoas que estavam no voo passaram a madrugada em hotéis de Belo Horizonte e tiveram médicos e psicólogos disponíveis. No dia seguinte, 69 passageiros continuaram o percurso por avião, e os restantes utilizaram transporte terrestre. A TAM divulgou uma nota oficial, afirmando que prestou "toda a assistência à família da vítima, bem como aos demais passageiros, incluindo cuidados médicos e psicológicos". Guilherme Paulus, sócio-proprietário da CVC, declarou: "A TAM nos informou sobre o acidente e está tomando todas as providências. Ficamos alarmados com a proporção do acidente. Felizmente, não houve mais mortos ou feridos".

## Investigação

Peritos do Departamento de Aviação Civil (DAC) analisam o avião, um dia após o acidente

O Departamento de Aviação Civil (DAC) iniciou a perícia no avião na manhã do dia 16 de setembro. No dia seguinte, uma constatação preliminar mostrou que hélices do motor haviam se soltado, causando o dano nas janelas, embora ainda não houvesse o porquê disso ocorrer. Cesar Sfoggia, secretário de segurança de voo do Sindicato Nacional dos Aeronautas, afirmou no mesmo dia que uma falha no projeto do Fokker acidentado seria uma possibilidade, comentando que "o avião deveria ter uma camada de contenção para evitar que uma peça, ao se soltar do motor, atingisse a fuselagem". O assessor de imprensa da TAM, Paulo Pompilho, discordou, dizendo que "[o] Fokker é uma superaeronave, a melhor da categoria". Na época do acidente, o Jornal Nacional, da TV Globo, mostrou trechos de uma entrevista com o diretor do Instituto de Fomento e Coordenação Industrial, dando a entender que o Centro Técnico Aeroespacial (CTA) imporia mudanças no projeto do Fokker 100. Em nota oficial, o CTA negou esta afirmação: "[D]eram a conotação de que o CTA imporá mudanças na aeronave, mesmo antes de ser concluída, pelo órgão competente, a investigação sobre as prováveis causas do acidente, atribuindo, desse modo, prematuramente, culpa às empresas fabricantes de componente e à operadora da aeronave".
Além de danos irrecuperáveis no motor direito, danos leves foram detectados na fuselagem, asa direita, flap direito, aileron direito e alguns assentos. As informações contidas na caixa preta foram perdidas após o pouso, já que a aeronave foi energizada pelo pessoal de manutenção sem que seu disjuntor fosse desativado.

### Motor
O motor direito, onde ocorreu a falha, era um Rolls-Royce modelo TAY 650-15, com 26 939 ciclos e 26 504,4 horas totais de voo. Sua última inspeção havia sido feita em 14 de agosto de 2001, e sua última revisão geral em 2 de setembro de 1999. Quando desmontado como parte da investigação, foi descoberto que não se encontravam dentro do motor o fan disk [en], discos do compressor de baixa pressão e os discos de palhetas estatoras. Alguns pedaços dessas peças foram encontrados na entrada de ar do motor. O CTA emitiu um relatório sobre ele, indicando que que houve falha incontida nas palhetas do fan, provocando o desbalanceamento e o rompimento da carcaça de fixação do compressor de baixa pressão, que, juntamente com o fan disk, se separaram do motor durante o voo.
Uma análise realizada em laboratório revelou "marca de praia" em uma das três palhetas do fan, caracterizando falha por fadiga. Um outro relatório do CTA aponta que as fraturas encontradas em diversas partes do compressor de baixa pressão foram características de falha por sobrecarga. Foi verificado que as turbinas do motor apresentavam danos decorrentes da ingestão de material estranho, proveniente da parte frontal do motor. Fragmentos de material no interior das câmaras de combustão e da linha pneumática do FCU (Flight Control Unit) foram encontrados, também oriundos da fragmentação da parte frontal do motor.
Buscas foram feitas para encontrar o fan disk, importante para a investigação. No dia 20 de setembro de 2001, uma das partes que se desprenderam do motor foi encontrada, em Diamantina. Em seguida, a Agência de Investigação de Acidentes Aéreos (AAIB) e a Conselho Nacional de Segurança nos Transportes (NTSB) utilizaram metodologias para determinar áreas prováveis para a queda do fan disk. Uma busca na região foi conduzida nos dias 10 e 11 de outubro, sem sucesso. No dia 22 de novembro de 2001, foi encontrada uma parte de um disco de palhetas estatoras na mesma região, por moradores. Após um novo cálculo de regiões prováveis, uma segunda busca foi realizada entre os dias 5 e 8 de dezembro, também sem êxito.

### Análise operacional
Aproximadamente quinze segundos antes da falha do motor, o autothrottle (controle automático de potência) desligou-se, significando que os motores estavam sendo operados manualmente. Foi feita uma análise dos quatorze pousos realizados antes do acidente. Isso revelou que, em quatro deles, foi utilizada uma posição maior que "idle" (mínimo) ao utilizar o reversor de empuxo, sendo que, em três desses, foi selecionada a posição "emergency maximum reverse thrust" (empuxo máximo de reverso em emergência) e, durante um pouso, uma posição intermediária entre ambos. O reversor deveria ser utilizado na posição "idle" (mínimo) para operação normal, ou na posição "emergency maximum reverse thrust" (empuxo máximo de reverso em emergência) para operação em emergência. No entanto, a TAM utilizava o reversor na posição de emergência rotineiramente ao pousar no Aeroporto Santos Dumont, devido ao reduzido comprimento de sua pista de pouso. Não foi possível confirmar se isto influenciou no acidente, já que seu uso estava, em geral, autorizado, sendo proibida apenas a utilização do reversor na faixa crítica.
Durante o pouso onde o reversor ficou numa posição intermediária entre "idle" e "emergency maximum reverse thrust", a rotação do eixo da turbina de baixa pressão ficou estável por aproximadamente seis segundos, sendo que, para o aparecimento de fraturas, a rotação deveria estar estabilizada por pelo menos 7,5 segundos. Porém, é possível que o uso do reversor na posição "emergency maximum reverse thrust" em outros voos anteriores possa ter levado a uma estabilização inadvertida na faixa crítica. Não foi possível confirmar esta hipótese, já que o fan disk não foi encontrado.

### Conclusão e mudanças
O relatório final, divulgado no dia 13 de março de 2006 pelo Centro de Investigação e Prevenção de Acidentes Aeronáuticos (CENIPA), apontou a seguinte causa provável do acidente:
[...] a hipótese considerada mais provável para o acidente foi a de que tenha ocorrido fadiga nas palhetas do fan disk, provavelmente induzida por flutter, o que as levou a se romperem, dando início à destruição do motor e à separação de suas partes. As características das fraturas encontradas em pedaços de palhetas reforçam esta hipótese, além de o perfil de destruição ser semelhante a dois casos anteriores em que houve a ocorrência de fratura de palhetas por fadiga induzida por flutter.
Na conclusão do relatório, o CENIPA aponta que o seguinte fator material pode ter contribuído para o acidente:
É possível que a falha incontida do motor tenha ocorrido por fadiga das palhetas induzida por "flutter", o que indicaria que os procedimentos adotados até a data do acidente não seriam suficientes para prevenir este tipo de ocorrência, sem que houvesse qualquer sistema que alertasse os pilotos ou impedisse a operação na faixa crítica.
Em relação ao fator operacional, o CENIPA aponta:
É possível que o uso da posição "emergency maximum reverse thrust" em operações de rotina no Aeroporto Santos Dumont possa ter levado à estabilização inadvertida na faixa crítica da [turbina de baixa pressão], induzindo a formação de fraturas por fadiga nas palhetas do fan.
Na época do acidente, foram emitidas Recomendações de Segurança de Voo à TAM sobre o procedimento correto de utilização do check list, que não foi utilizado na situação de emergência. Embora isso não tenha causado nenhum prejuízo, já que nenhum de seus itens foram esquecidos, seu seguimento é obrigatório. Foi pedida a reciclagem anual de seus tripulantes em relação à coordenação de cabine em situações de emergência. Todas as empresas aéreas também receberam uma recomendação para que orientassem suas tripulações sobre a desativação do disjuntor ("circuit breaker") da caixa preta antes do abandono da aeronave.
Uma Diretriz de Aeronavegabilidade de Emergência foi emitida, efetiva desde 8 de novembro de 2001, sobre o cumprimento de ações operacionais e de manutenção, evitando uma operação estabilizada do motor em tração reversa na faixa critica da turbina de baixa pressão. Entre outras medidas, foi restringida a utilização do reversor na posição "emergency maximum reverse thrust" apenas para situações de emergência e intervalos de inspeção das palhetas por ultrassom. A Stork-Fokker Services fez mudanças na aeronave, iniciando trabalhos para modificar os sistemas de alarme, visando evitar a operação estabilizada na faixa crítica de rotação da turbina de baixa pressão e, caso ocorra tal operação, que a manutenção seja informada e as palhetas inspecionadas.